# Let You Love Me
«Let You Love Me» (en español: Déjate Amarme) es una canción de la cantante británica Rita Ora. La canción fue lanzada el 21 de septiembre de 2018, como cuarto sencillo de su segundo álbum de estudio, Phoenix. El sencillo alcanzó el número 4 en Reino Unido.

## Formatos y remezclas
Descarga digital / streaming
1. "Let You Love Me" – 3:10

Descarga digital – remixes
1. "Let You Love Me" (Möwe Remix) – 3:06

## Posicionamiento en listas
| País            | Lista (2018)                   | Mejor posición |
| --------------- | ------------------------------ | -------------- |
| Alemania        | Media Control Charts           | 12             |
| Australia       | ARIA                           | 8              |
| Austria         | Ö3 Austria Top 40              | 16             |
| Bélgica         | Ultratop Flandes               | 8              |
| Bélgica         | Ultratop Valonia               | 28             |
| Canadá          | Canadian Hot 100               | 80             |
| Croacia         | HRT                            | 1              |
| Dinamarca       | Tracklisten                    | 33             |
| Escocia         | Official Charts Company        | 2              |
| Eslovaquia      | Singles Digitál Top 100        | 8              |
| España          | PROMUSICAE (Canciones Digitál) | 37             |
| Finlandia       | Suomen virallinen lista        | 16             |
| Francia         | SNEP                           | 88             |
| Grecia          | IFPI                           | 13             |
| Hungría         | Single Top 40                  | 13             |
| Hungría         | Stream Top 40                  | 13             |
| Irlanda         | IRMA                           | 4              |
| Italia          | FIMI                           | 47             |
| Letonia         | Latvijas Radio 5               | 1              |
| Líbano          | Official Lebanese Top 20       | 4              |
| México          | Mexico Ingles Airplay          | 4              |
| Nueva Zelanda   | RMNZ                           | 19             |
| Noruega         | VG-lista                       | 17             |
| Países Bajos    | Dutch Top 40                   | 5              |
| Países Bajos    | Mega Top 50                    | 6              |
| Países Bajos    | Single Top 100                 | 14             |
| Polonia         | ZPAV                           | 1              |
| Portugal        | AFP                            | 34             |
| Reino Unido     | UK Singles Chart               | 4              |
| República Checa | Singles Digitál Top 100        | 16             |
| Rusia           | Tophit                         | 6              |
| Singapur        | RIAS                           | 20             |
| Suecia          | Sverigetopplistan              | 17             |
| Suiza           | Schweizer Hitparade            | 11             |
| Taiwán          | KKBox                          | 11             |

## Certificaciones
| País y organismo certificador | Certificación | Ventas  |
| ----------------------------- | ------------- | ------- |
| Australia (ARIA)              | Platino       | 70 000  |
| Noruega (IFPI)                | Oro           | 5 000   |
| Nueva Zelanda (RIANZ)         | Oro           | 15 000  |
| Reino Unido (IFPI)            | Platino       | 600 000 |
| Suiza (IFPI)                  | Oro           | 15 000  |

## Historial de lanzamiento
| País  | Fecha                    | Formato          | Discográfica | Ref.  |
| ----- | ------------------------ | ---------------- | ------------ | ----- |
| Mundo | 21 de septiembre de 2018 | Descarga digital | Atlantic UK  | [ 1 ] |